# Kazuya Sunamori
Kazuya Sunamori (født 2. september 1990) er en japansk fodboldspiller, som spiller for den japanske fodboldklub Kagoshima United FC.